# Heiko (film)
Pour les articles homonymes, voir Heiko.
Pour plus de détails, voir Fiche technique et Distribution.
Heiko est un film portugais réalisé par David Bonneville, sorti en 2008.

## Synopsis
Un esthète de 70 ans entretient une relation fétichiste avec un jeune homme.

## Fiche technique
- Titre : Heiko
- Réalisation : David Bonneville
- Scénario : David Bonneville
- Musique : BlackBambi
- Photographie : Cláudia Varejão
- Montage : David Bonneville
- Société de production : Fundação Calouste Gulbenkian
- Pays :  Portugal
- Genre : Science-fiction
- Durée : 14 minutes
- Dates de sortie : 
  -  États-Unis : 20 janvier 2008 (festival du film de Slamdance)

## Distribution
- José Manuel Mendes : Homem
- Jaime Freitas : Heiko

## Distinctions
Le court métrage a été présenté en compétition dans de nombreux festivals : au festival du film de Slamdance, au festival Chéries-Chéris, au MIX Copenhagen (où il reçoit le prix du jury), au MixBrasil, à l'IndieLisboa, à l'Inside Out Toronto, au Melbourne Queer Film Festival, au Rushes Soho Shorts Film Festival, au festival du film gay et lesbien de Turin et au festival international du film de Transylvanie.